# 新知郡
新知郡（日语：／ Shimushiro gun */?）為日本北海道根室支廳的郡，轄區包函千島群島的新知島、計吐夷島、宇志知島、羅處和島、松輪島、雷公計島。1952年因日本簽署舊金山和約後放棄主權而廢除。郡名来源于阿伊努语的「si-mosir」（大岛）。
主要村落在新知島上，在日本統治時期並未實施町村制。

## 沿革
- 1875年11月：日本與俄國簽署庫頁島千島群島交換條約，千島群島成為日本領土，設置新知郡於千島國。
- 1945年8月：被蘇聯佔領。
- 1952年4月28日：舊金山和約生效，日本放棄北部千島群島領土主權，廢除。